# Savino De Benedictis
Savino De Benedictis (Corato, Bari, Italia, 20 de janeiro de 1883 — São Paulo, SP, Brasil, 15 de agosto de 1971), foi um professor, compositor, musicógrafo, musicólogo e regente ítalo-brasileiro.
Chegou a São Paulo no final do século XIX. Compositor, orquestrador e regente, fez carreira como professor e escritor de teoria musical.
Foi um dos fundadores da Academia Brasileira de Música, em 1945.
Foi revisor do Bona, um método de ensino musical.